# Changé (Mayenne)
Changé è un comune francese di 5 622 abitanti situato nel dipartimento della Mayenne nella regione dei Paesi della Loira.

## Società

### Evoluzione demografica
Abitanti censiti